# Ippodromo Agnano
Ippodromo Agnano är en travbana i Agnano Calabra strax utanför Neapel i Kampanien i Italien. Banan invigdes 1935 och deras största arrangemang är Grupp 1-loppen Gran Premio Lotteria och Gran Premio Freccia d'Europa.

## Om banan
Banan arrangerar lopp både inom trav och galopp. Banan har en yta på 48 hektar, av vilka ca 45 000 kvadratmeter är tillgängliga för publik. Det finns tre stora läktare, utrustade med totalt 12 plasmaskärmar för att följa lopp och odds. Totalt kan läktarplatserna rymma 16 000 åskådare. Anläggningens stallbacke har 823 boxar, och bland annat en veterinärsklinik. På anläggningen finns även restauranger, bar och stora parkeringsytor.
Tävlingsbana för travsport
Huvudbanan för travlopp är en oval bana på 1000 meter, med en genomsnittlig bredd på 20 meter. Underlaget är tillverkat av en blandning av sten från tuff och flodsand. Banans dosering i kurvorna är 4% på utsidan och 9% på insidan.
Träningsbana för travsport (inuti tävlingsbanan) 
Träningsbanan för travlopp är en oval bana som ligger på insidan av huvudbanan. Träningsbanan är ca 900 meter lång och 12 meter bred. Underlaget är tillverkat av en blandning av sten från tuff, kiseldioxid och flodsand.
Galoppsport
Huvudbanan för galopplöp är en oval bana på 2450 meter, med en genomsnittlig bredd på 24 meter. Underlaget är tillverkat av vegetabilisk jord täckt med gräs. För galoppträning finns det tre ovala träningsbanor, med längder på 2 200, 1 500 och 600 meter.

## Större lopp
Banans största arrangemang är Grupp 1-loppen Gran Premio Lotteria och Gran Premio Freccia d'Europa. Gran Premio Lotteria är det största travloppet i Italien ur internationell synpunkt, där segraren ofta fått en inbjudan till Elitloppet på Solvalla.
Banan är även värd för Grupp 2-loppet Gran Premio Royal Mares del Trotto för ston.

## Galleri

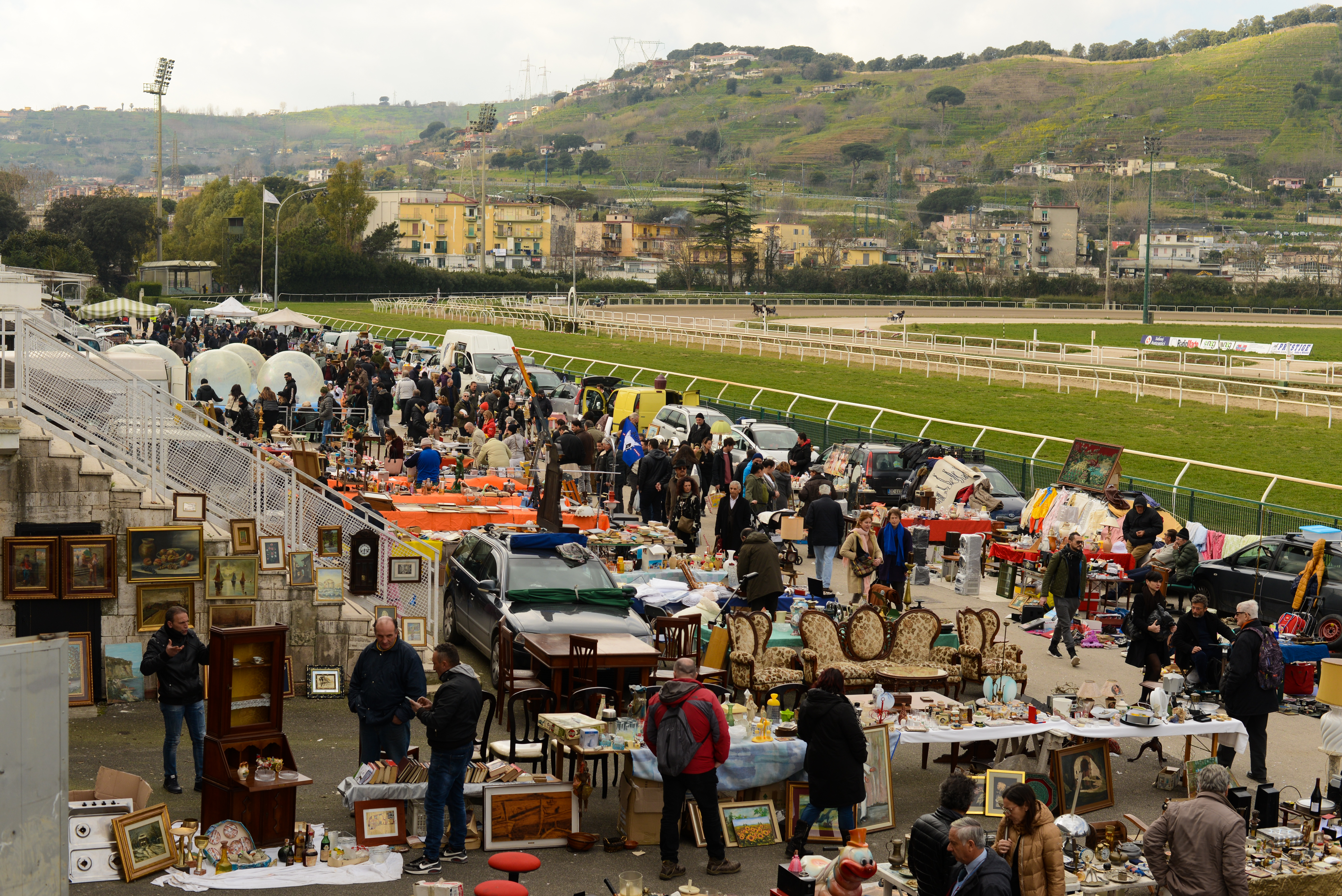
Även loppmarknader arrangeras på banan.
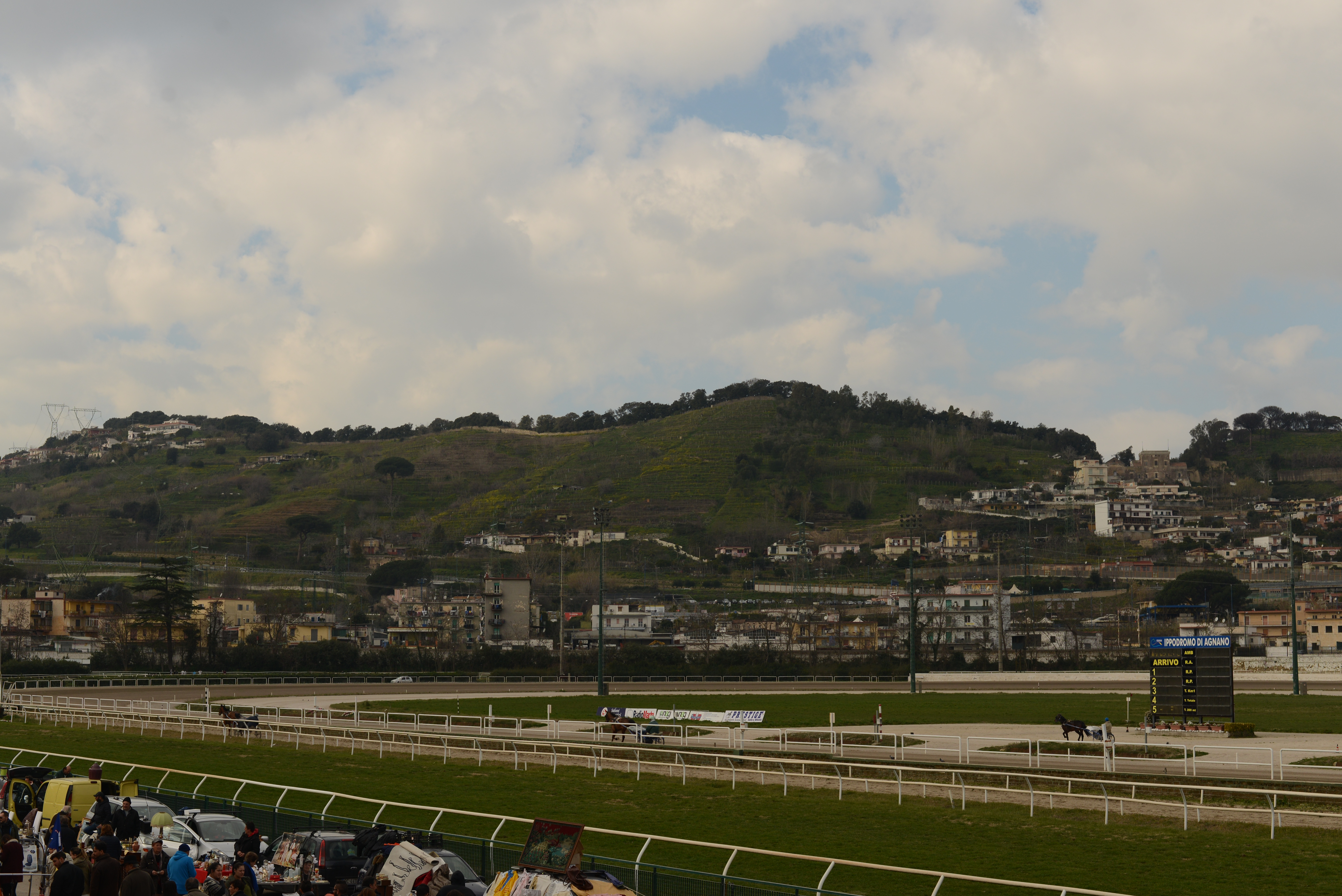
Vy över banan (2018).